# David Harvey
David W. Harvey (Gillingham, 31 ottobre 1935) è un geografo, antropologo, sociologo e politologo britannico.
Si occupa di geografia, economia politica e geopolitica ed è attualmente professore di antropologia al Graduate Center of the City University of New York.

## Biografia
Laureato a Cambridge in geografia, è stato dichiarato il più citato geografo accademico da Andrew Bodman (Transactions of the IBG, 1991, 1992) ed è autore di alcuni dei saggi che più hanno rinnovato la disciplina negli ultimi decenni. Il suo lavoro ha contribuito ad avvicinare la prospettiva della geografia alle scienze politiche e alle scienze etnoantropologiche.
Il suo lavoro ha contribuito in larga misura ad innescare un dibattito politico, e in epoca più recente è stato accreditato come colui che ha ripreso le teorie e i metodi marxisti per formulare un ampio ventaglio di critiche al capitalismo globale.
Trasferitosi dall'università di Bristol a quella di Baltimora, negli Stati Uniti d'America, indaga la geografia umana e si posiziona nella nuova corrente emergente del "Marxismo geografico", occupandosi di ingiustizie e razzismo. È uno dei fondatori del giornale Antipode, edito presso l'università di Worcester, e dopo essersi occupato della formazione del "ghetto", elabora la creazione di una "teoria rivoluzionaria" valida anche nella pratica.
Con l'opera Social Justice and the City (1973), inizia a farsi guidare dal materialismo dialettico, che lo conduce fino ad una delle sue opere principali: Limits to Capital (1982).
Dagli anni ottanta si occupa della condizione di vita urbana nella società capitalistica, studiando i conflitti sociali e le differenze di classe che si producono nelle moderne città.
Nel 1989 ha scritto La crisi della modernità, uno dei testi fondamentali delle scienze sociali sul Postmodernismo. Secondo lo studioso, esso è l'ideologia del tardo capitalismo, e non dell'epoca della postmodernità. L'autore spiega come dagli anni settanta l'occidente è passato da un modello di produzione fordista verso un modello postfordista, in cui il modo di produzione è dominato da forme di accumulazione flessibili, capaci di integrare, di mettere in rete modi, tempi e luoghi di produzione fra loro molto diversi. Ma per Harvey potrebbe non essere un reale cambiamento di epoca e di paradigma economico, ma una mutazione del capitalismo, che diventa flessibile per sfuggire alla crisi riducendo il costo del lavoro e diminuendo il tempo che intercorre tra investimento e realizzazione del profitto. Il rapporto tra spazio geografico, tempi economici e capitale diviene il focus di riflessione centrale nel pensiero dell'autore.
Nel 2003 esce La guerra perpetua, un saggio sul "nuovo imperialismo". L'autore ripercorre il dibattito storiografico sull'imperialismo considerando pregi e difetti delle varie teorie. Quindi analizza la situazione storica contemporanea in parallelo a quella di fine Ottocento, e sulla scia di vari politologi e giornalisti, considera appropriata la definizione di imperialismo riguardo alle politiche statunitensi. In ciò egli si contrappone più o meno esplicitamente alla teoria espressa da Toni Negri e Michael Hardt in Impero, che considerano il nuovo ordine globale come transnazionale. Harvey individua due concetti analitici utili allo studio del nuovo fenomeno globale: "l'accumulazione per espropriazione" ed il "fix spazio-temporale". La prima è, sulla scia dell'accumulazione primitiva, il processo che il capitale compie per allargare il suo spazio di riproduzione, e al quale le guerre e le politiche imperialistiche sono quindi funzionali. Il fix spazio-temporale è l'investimento sul nuovo spazio che il capitale può sfruttare, ed un nuovo confine che permette al sistema capitalistico di scongiurare la crisi da eccesso di capitale.
Nel 2012 con Rebel Cities (città ribelli) rielabora lo sviluppo delle rivolte gobali contro la crisi finanziaria inscrivendole nelle dinamiche di espropriazione dei beni comuni. Legando crisi della "creative class" e auto-organizzazione urbana riflette sul legame fra capitalismo e produzioni culturali fornendo una lettura che poi ha trovato ampia diffusione.

## Carriera
- B.A. (Hons) St Johns College, Cambridge, 1957
- Ph.D. St Johns College, Cambridge, 1961.
- Post-doc, University of Uppsala, Sweden 1960-1961
- Lecturer, Geography, University of Bristol, UK (1961-1969)
- Associate Professor, Department of Geography and Environmental Engineering, Johns Hopkins University, (1969-1973)
- Professor, Department of Geography and Environmental Engineering, Johns Hopkins University (1973-1987, and 1993-2001)
- Halford Mackinder Professor of Geography, University of Oxford(1987-1993)
- Distinguished Professor, Dept. of Anthropology, City University of New York (2001-present)

## Opere principali
- Explanation in Geography (1969)
- Social Justice and the City (1973)
- The Limits to Capital (1982)
- The Urbanization of Capital (1985)
- Consciousness and the Urban Experience (1985)
- The Condition of Postmodernity (1989)
- The Urban Experience (1989)
- Teresa Hayter, David Harvey (eds.) (1994) The Factory and the City: The Story of the Cowley Automobile Workers in Oxford. Thomson Learning
- Justice, Nature and the Geography of Difference (1996)
- Megacities Lecture 4: Possible Urban Worlds, Twynstra Gudde Management Consultants, Amersfoort, The Netherlands, (2000)
- Spaces of Hope (2000)
- Spaces of Capital: Towards a Critical Geography (2001)
- The New Imperialism (2003)
- Paris, Capital of Modernity (2003)
- A Brief History of Neoliberalism (2005)
- Spaces of Global Capitalism: Towards a Theory of Uneven Geographical Development (2006)
- The Limits to Capital New Edition (2006)
- Introduction to the Communist Manifesto (2008)
- A Companion to Marx's Capital (2010)
- The Enigma of Capital (2010)
- Rebels Cities (2012)
- Seventeen Contradictions and the End of Capitalism (2014)
- Marx, Capital and the Madness of Economic Reason (2017)

## Articoli, Letture, Interviste
- Harvey, D. 2000. Possible Urban Worlds. The Fourth Megacities Lecture. The Hague.
- Merrifield, A. 2002. David Harvey: The Geopolitics of Urbanization. In Metromarxism: A Marxist Tale of the City. New York: Routledge.
- Harvey, D. 2002. Chapter in Geographical Voices: Fourteen Autobiographical Essays. Ed. p Gould and FR Pitts. Syracuse University Press.
- Harvey, D. and Kreisler, H. 2004. A Geographer's Perspective on the New American Imperialism. Conversations with History. Institute of International Studies, UC Berkeley. Archiviato il 27 maggio 2010 in Internet Archive. video
- Castree, N. 2004. David Harvey. In Key Thinkers on Space and Place, eds. Hubbard, Kitchin, Valentine. Sage Pubs.
- Castree, N., Essletzbichler, J., Brenner, N. 2004. "Symposium: David Harvey's 'The Limits to Capital': Two Decades On." Antipode 36(3):400-549.
- Harvey, D. 2005. A Brief History of Neoliberalism. University of Chicago Center for International Studies Beyond the Headlines Series. October 26, 2005. audio
- Harvey, D. and Choonara, J. 2006. "A War Waged by the Wealthy" Archiviato il 25 maggio 2009 in Internet Archive., un'intervista in SR magazine che affronta tematiche quali neoliberalismo e classi.
- Jones, J.P. III, T.Mangieri, M.McCourt, S.Moore, K.Park, M.Pryce-Jones, K.Woodward. 2006. David Harvey Live. New York: Continuum.
- Castree, N. and Gregory, D. 2006. David Harvey: a Critical Reader. Oxford: Blackwell. Trevor Barnes chapter
- Harvey, D. 2006. Neoliberalism and the City[collegamento interrotto]. Middlebury College, Rohatyn Center for International Affairs Symposium, "Urban Landscapes: The Politics of Expression". September 29, 2006. audio[collegamento interrotto] video[collegamento interrotto]
- Ashman, S. 2006. "Symposium: On David Harvey's 'The New Imperialism'." Historical Materialism 14(4): 3-166.
- Lilley, S. 2006 On Neoliberalism: An Interview with David Harvey MR Zine June 19, 2006.
- Harvey, D. 2006. Neoliberalism and the City. 22nd Annual University of Pennsylvania Urban Studies Public Lecture. November 2, 2006. audio
- Harvey, D. 2007. The Neoliberal City[collegamento interrotto]. Lettura al Dickinson College, sponsorizzata da Clarke Forum per temi di attualità . Feb 1, 2007. audio[collegamento interrotto] video[collegamento interrotto]
- Harvey, D., Arrighi, G., Andreas, J., 2008. Symposium on Giovanni Arrighi's Adam Smith in Beijing. March 5, 2008. Red Emma's of Baltimore. video
- Harvey, D. 2008 Reading Marx's Capital Una apertura di corso durante la quale viene letto il testo di Marx Capitale Volume I in 13 video letture da due ore di David Harvey.